# Tai Lam Chung Reservoir
Tai Lam Chung Reservoir (kinesiska: 大欖涌水塘, 大榄涌水塘) är en reservoar i Hongkong (Kina). Den ligger i den nordvästra delen av Hongkong. Tai Lam Chung Reservoir ligger 92 meter över havet. I omgivningarna runt Tai Lam Chung Reservoir växer i huvudsak städsegrön lövskog.